# FK Ijevsk
Ne pas confondre avec le FK Zénith Ijevsk, autre club de la ville fondé en 2011.
Le Futbolny klub Ijevsk (en russe : Футбольный клуб «Ижевск») est un club russe de football basé à Ijevsk ayant existé entre 1923 et 2005.

## Histoire
Les premières mentions du club datent de 1923, qui voit l'organisation du Rabotchi-Metallist, une équipe de football réunissant les travailleurs des usines de fabrication d'armes et de métallurgie d'Ijevsk. Par la suite les deux se séparent dès 1925, le Metallist prenant notamment en importance au niveau local puis se renommant Ijstalzavod en 1932 avant de devenir finalement le Zénith en 1936, appellation qu'il porte par la suite pendant la grande majorité de son existence,,. Le club évolue alors au sein des compétitions de la RSFS de Russie et prend notamment part à la première édition de la Coupe d'Union soviétique la même année, étant éliminé dès le premier tour par le Dinamo Sverdlovsk sur le score de 11-1. Il participe également à l'édition 1937 où il est battu au même stade par le Sniper Kirov.
Découvrant le professionnalisme en 1947 en intégrant la deuxième division soviétique, l'équipe atteint pour sa première saison la troisième place de la première zone de la RSFSR. Les deux années qui suivent le voient se classer en milieu de classement avant de retourner au niveau local entre 1950 et 1955. Faisant par la suite son retour au deuxième échelon en 1956, le Zénith termine notamment troisième de son groupe en 1959, à deux points d'une qualification en barrages de promotion. Il est finalement relégué à l'issue de l'exercice 1962, alors que les compétitions soviétiques sont réorganisées avec la création d'une troisième division.
Se classant deuxième de la quatrième zone de la RSFSR dès 1963, le Zénith accède à la phase finale pour la promotion, passant le premier tour avant de terminer dernier de la poule finale. Il se classe une nouvelle fois premier de sa zone lors de l'exercice 1967 et accède cette fois à l'échelon supérieur à l'issue de la phase finale, profitant notamment d'une expansion d'une nombre d'équipes dans la deuxième division. Ce retour est cependant assez bref, le club se maintenant une année avant d'être relégué en 1969. Il passe par la suite le reste de sa période soviétique au troisième échelon entre 1970 et 1991, connaissant notamment une bonne période durant la fin des années 1980 avec plusieurs podiums mais sans jamais parvenir à remporter son groupe ou à disputer les phases finales de promotion.
La chute de l'Union soviétique en fin d'année 1991 et l'organisation des nouveaux championnats russes amènent le Zénith à intégrer la nouvelle deuxième division russe en 1992, où il se classe dans un premier temps dixième de la zone Centre avant d'être relégué dès la saison suivante après avoir fini dernier, étant alors directement relégué en quatrième division. Il ne s'y éternise cependant pas, finissant troisième de la sixième zone en 1994 et remontant au troisième échelon où il demeure par la suite. Connaissant des difficultés financières de plus en plus importantes au cours des années 1990 et 2000, le club se classe systématiquement dans le bas de classement de ses groupes successifs et devient notamment un club-école pour le Gazovik-Gazprom Ijevsk. Il se renomme par ailleurs Dinamo entre 1998 et 2003 puis FK Ijevsk en 2004, année qui le voit se retirer de la compétition à mi-saison avant de disparaître définitivement en 2005.
Un nouveau club nommé Zénith Ijevsk est fondé sur la base de l'ancienne équipe en 2011 et évolue depuis en troisième division russe.

## Bilan sportif

### Classements en championnat
La frise ci-dessous résume les classements successifs du club en championnat.

### Bilan par saison
Légende
- Promotion en division supérieure
- Relégation en division inférieure

| Saison    | Championnat          | Championnat          | Championnat          | Championnat          | Championnat          | Championnat          | Championnat          | Championnat          | Championnat          | Championnat          | Coupe d'URSS     |
| Saison    | Division             | Pos                  | Pts                  | J                    | V                    | N                    | D                    | BP                   | BC                   | Diff                 | Coupe d'URSS     |
| --------- | -------------------- | -------------------- | -------------------- | -------------------- | -------------------- | -------------------- | -------------------- | -------------------- | -------------------- | -------------------- | ---------------- |
| 1936      | Championnat régional | Championnat régional | Championnat régional | Championnat régional | Championnat régional | Championnat régional | Championnat régional | Championnat régional | Championnat régional | Championnat régional | Premier tour     |
| 1937      | Championnat régional | Championnat régional | Championnat régional | Championnat régional | Championnat régional | Championnat régional | Championnat régional | Championnat régional | Championnat régional | Championnat régional | Premier tour     |
| 1938-1946 | Championnat régional | Championnat régional | Championnat régional | Championnat régional | Championnat régional | Championnat régional | Championnat régional | Championnat régional | Championnat régional | Championnat régional | —                |
| 1947      | 2e Russie 1          | 3e                   | 25                   | 22                   | 11                   | 3                    | 8                    | 53                   | 43                   | +10                  | Premier tour Q   |
| 1948      | 2e Russie 1          | 10e                  | 18                   | 26                   | 7                    | 4                    | 15                   | 35                   | 60                   | -25                  | —                |
| 1949      | 2e Russie 3          | 6e                   | 25                   | 24                   | 11                   | 3                    | 10                   | 46                   | 41                   | +5                   | Deuxième tour Q  |
| 1950-1955 | Championnat régional | Championnat régional | Championnat régional | Championnat régional | Championnat régional | Championnat régional | Championnat régional | Championnat régional | Championnat régional | Championnat régional | —                |
| 1956      | 2e Zone 2            | 8e                   | 38                   | 34                   | 13                   | 12                   | 9                    | 50                   | 49                   | +1                   | —                |
| 1957      | 2e Zone 3            | 12e                  | 21                   | 30                   | 8                    | 5                    | 17                   | 26                   | 47                   | -21                  | Deuxième tour Q  |
| 1958      | 2e Zone 1            | 10e                  | 29                   | 30                   | 12                   | 5                    | 13                   | 36                   | 32                   | +4                   | Quatrième tour Q |
| 1959      | 2e Zone 5            | 3e                   | 34                   | 26                   | 14                   | 6                    | 6                    | 48                   | 33                   | +15                  | —                |
| 1960      | 2e Russie 4          | 5e                   | 34                   | 28                   | 14                   | 6                    | 8                    | 56                   | 35                   | +21                  | Deuxième tour Q  |
| 1961      | 2e Russie 2          | 4e                   | 30                   | 24                   | 11                   | 8                    | 5                    | 33                   | 22                   | +11                  | Deuxième tour Q  |
| 1962      | 2e Russie 4          | 7e                   | 35                   | 30                   | 13                   | 9                    | 8                    | 36                   | 27                   | +9                   | Deuxième tour Q  |
| 1963      | 3e Russie 4          | 2e                   | 42                   | 30                   | 18                   | 6                    | 6                    | 48                   | 18                   | +30                  | Premier tour Q   |
| 1964      | 3e Russie 2          | 7e                   | 36                   | 32                   | 13                   | 10                   | 9                    | 49                   | 31                   | +18                  | Deuxième tour Q  |
| 1965      | 3e Russie 2          | 5e                   | 44                   | 36                   | 15                   | 14                   | 7                    | 34                   | 24                   | +10                  | —                |
| 1966      | 3e Russie 5          | 7e                   | 34                   | 32                   | 11                   | 12                   | 9                    | 40                   | 36                   | +4                   | Deuxième tour Q  |
| 1967      | 3e Russie 5          | 1er                  | 54                   | 36                   | 21                   | 12                   | 3                    | 57                   | 22                   | +35                  | Deuxième tour Q  |
| 1968      | 2e Groupe 3          | 10e                  | 40                   | 40                   | 13                   | 14                   | 13                   | 34                   | 40                   | -6                   | Premier tour     |
| 1969      | 2e Groupe 2          | 19e                  | 28                   | 34                   | 11                   | 6                    | 17                   | 40                   | 51                   | -11                  | Premier tour     |
| 1970      | 3e Zone 3            | 21e                  | 28                   | 42                   | 9                    | 10                   | 23                   | 35                   | 58                   | -23                  | Premier tour     |
| 1971      | 3e Zone 5            | 4e                   | 41                   | 34                   | 15                   | 11                   | 8                    | 43                   | 31                   | +12                  | —                |
| 1972      | 3e Zone 5            | 9e                   | 34                   | 32                   | 14                   | 6                    | 12                   | 34                   | 35                   | -1                   | —                |
| 1973      | 3e Zone 5            | 12e                  | 21                   | 32                   | 9                    | 7                    | 16                   | 30                   | 45                   | -15                  | —                |
| 1974      | 3e Zone 4            | 16e                  | 35                   | 40                   | 14                   | 7                    | 19                   | 33                   | 48                   | -15                  | —                |
| 1975      | 3e Zone 4            | 17e                  | 20                   | 32                   | 5                    | 10                   | 17                   | 28                   | 46                   | -18                  | —                |
| 1976      | 3e Zone 5            | 9e                   | 35                   | 34                   | 15                   | 5                    | 14                   | 37                   | 36                   | +1                   | —                |
| 1977      | 3e Zone 4            | 18e                  | 36                   | 42                   | 14                   | 8                    | 20                   | 66                   | 55                   | +11                  | —                |
| 1978      | 3e Zone 4            | 12e                  | 49                   | 46                   | 16                   | 17                   | 13                   | 67                   | 53                   | +14                  | —                |
| 1979      | 3e Zone 4            | 4e                   | 59                   | 46                   | 23                   | 13                   | 10                   | 70                   | 42                   | +28                  | —                |
| 1980      | 3e Zone 2            | 7e                   | 38                   | 34                   | 13                   | 12                   | 9                    | 39                   | 34                   | +5                   | —                |
| 1981      | 3e Zone 2            | 3e                   | 39                   | 32                   | 15                   | 9                    | 8                    | 52                   | 31                   | +21                  | —                |
| 1982      | 3e Zone 2            | 6e                   | 36                   | 32                   | 15                   | 6                    | 11                   | 50                   | 32                   | +18                  | —                |
| 1983      | 3e Zone 2            | 4e                   | 33                   | 28                   | 13                   | 7                    | 8                    | 39                   | 22                   | +17                  | —                |
| 1984      | 3e Zone 2            | 7e                   | 34                   | 32                   | 13                   | 8                    | 11                   | 40                   | 33                   | +7                   | —                |
| 1985      | 3e Zone 2            | 11e                  | 20                   | 28                   | 8                    | 4                    | 16                   | 25                   | 34                   | -9                   | —                |
| 1986      | 3e Zone 2            | 2e                   | 46                   | 32                   | 18                   | 10                   | 4                    | 49                   | 22                   | +27                  | —                |
| 1987      | 3e Zone 2            | 3e                   | 42                   | 32                   | 17                   | 8                    | 7                    | 45                   | 24                   | +21                  | —                |
| 1988      | 3e Zone 2            | 2e                   | 41                   | 32                   | 18                   | 5                    | 9                    | 54                   | 28                   | +26                  | Premier tour     |
| 1989      | 3e Zone 2            | 3e                   | 63                   | 42                   | 26                   | 11                   | 5                    | 73                   | 22                   | +51                  | Premier tour     |
| 1990      | 3e Centre            | 15e                  | 41                   | 42                   | 16                   | 9                    | 17                   | 48                   | 53                   | -5                   | Premier tour     |
| 1991      | 3e Centre            | 9e                   | 42                   | 42                   | 17                   | 8                    | 17                   | 67                   | 45                   | +22                  | Deuxième tour    |
| 1991      | 3e Centre            | 9e                   | 42                   | 42                   | 17                   | 8                    | 17                   | 67                   | 45                   | +22                  | Deuxième tour    |
| Saison    | Championnat          | Championnat          | Championnat          | Championnat          | Championnat          | Championnat          | Championnat          | Championnat          | Championnat          | Championnat          | Coupe de Russie  |
| Saison    | Division             | Pos                  | Pts                  | J                    | V                    | N                    | D                    | BP                   | BC                   | Diff                 | Coupe de Russie  |
| 1992      | 2e Centre            | 10e                  | 34                   | 34                   | 11                   | 12                   | 11                   | 51                   | 47                   | +4                   | —                |
| 1993      | 2e Centre            | 20e                  | 18                   | 38                   | 7                    | 4                    | 27                   | 31                   | 106                  | -75                  | Quatrième tour   |
| 1994      | 4e Zone 6            | 3e                   | 36                   | 26                   | 16                   | 4                    | 6                    | 46                   | 29                   | +17                  | Premier tour     |
| 1995      | 3e Centre            | 19e                  | 36                   | 40                   | 10                   | 6                    | 24                   | 36                   | 76                   | -40                  | Deuxième tour    |
| 1996      | 3e Centre            | 19e                  | 35                   | 42                   | 9                    | 8                    | 25                   | 37                   | 79                   | -42                  | Deuxième tour    |
| 1997      | 3e Centre            | 21e                  | 20                   | 40                   | 5                    | 5                    | 30                   | 38                   | 108                  | -70                  | Premier tour     |
| 1998      | 3e Oural             | 17e                  | 15                   | 34                   | 4                    | 3                    | 27                   | 28                   | 82                   | -54                  | Premier tour     |
| 1999      | 3e Oural             | 12e                  | 29                   | 30                   | 8                    | 5                    | 17                   | 36                   | 52                   | -16                  | Deuxième tour    |
| 2000      | 3e Oural             | 14e                  | 21                   | 30                   | 6                    | 3                    | 21                   | 29                   | 66                   | -37                  | Deuxième tour    |
| 2001      | 3e Oural             | 14e                  | 17                   | 30                   | 4                    | 5                    | 21                   | 17                   | 52                   | -35                  | Deuxième tour    |
| 2002      | 3e Oural             | 13e                  | 19                   | 28                   | 5                    | 4                    | 19                   | 17                   | 49                   | -32                  | Deuxième tour    |
| 2003      | 3e Oural-Povoljié    | 17e                  | 32                   | 38                   | 8                    | 8                    | 22                   | 24                   | 58                   | -34                  | Premier tour     |
| 2004      | 3e Oural-Povoljié    | 19e                  | 10                   | 36                   | 3                    | 1                    | 32                   | 11                   | 91                   | -80                  | Premier tour     |
| 2004      | 3e Oural-Povoljié    | 19e                  | 10                   | 36                   | 3                    | 1                    | 32                   | 11                   | 91                   | -80                  | Premier tour     |